# Eduard Hageman

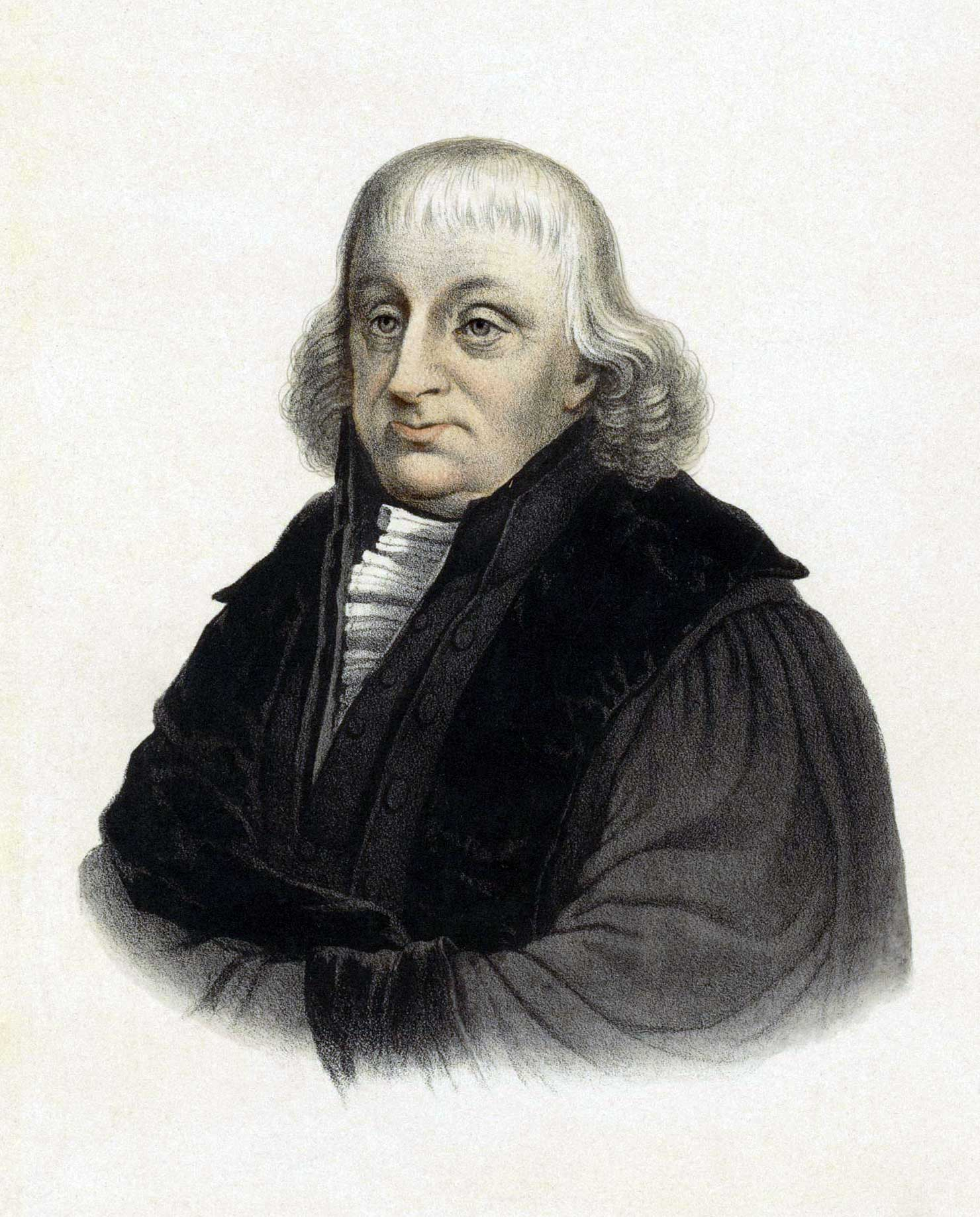
Eduard Hageman

Eduard Hageman auch: Eduardus Hagemann (* 20. November 1749 in Amsterdam; † 19. November 1827 in Leiden) war ein niederländischer Rechtswissenschaftler.

## Leben
Eduard war der Sohn des Mediziners Cornelis Hageman (* in 1714 in Xanten, † vor 1802 bei Bocholt) und dessen Frau Alida Maria Swedenrijk (* 4. Juni 1728 in Amsterdam, † 20. Juni 1802 bei Bocholt). Seine Studien begann er am 12. Oktober 1767 an der Universität Duisburg und wechselte am 14. September 1770 für ein Studium der Rechtswissenschaften an die Universität Leiden. Hier promovierte er am 19. Februar 1773 mit der Abhandlung Specimen politico-iuridicum inaugurale iura sistens, quae, pendente bello, hosti in hostem competunt (Leiden 1773) zum Doktor der Rechte. 1777/78 wurde er außerordentlicher Professor an der alten Universität Duisburg, wobei er die Enzyklopädien, Naturrecht, Wechselrecht, peinliches Recht und Rechtsgeschichte behandelte. Nachdem er 1783 eine Berufung an die Universität Franeker abgelehnt hatte, übertrug man ihm in Duisburg als Nachfolger von Johann Friedrich Gildemeister 1784 die ordentliche Professur der Rechte, mit der Fachrichtung juristische Enzyklopädie und Methodologie. In Duisburg war er 1790 auch Rektor der Hochschule geworden.
Am 18. Oktober 1796 übernahm er den Rechtslehrstuhl an der Universität Harderwijk. Jedoch bevor er dort seine Einführungsrede abhalten konnte, hatte er von den Kuratoren der Universität Leiden am 20. Dezember 1796 einen Ruf als Professor der Rechte erhalten. Hier sollte er fortan den Lehrstuhl des Staatsrechts bekleiden, welcher unter anderem die Unterweisungen zur politischen Statistik und Geschichte beinhaltete. Diese Aufgabe übernahm er am 22. September 1797 mit der Einführungsrede de Ecclesia a Republica separatas rationes habente. Er beteiligte sich auch an den organisatorischen Aufgaben der Leidener Hochschule und war 1801/02 sowie 1810/11 Rektor der Alma Mater. Bei der Niederlegung der beiden Ämter hielt er die Reden de Perfecti doctoris academici juris publici officio difficillimo (Leiden 1810) und de F.G. Pestelio, ejusque meritis in jure publico.
Von seinen Zeitgenossen wurde er als ausgezeichneter Kenner der lateinischen Sprache geschildert, der sich besonders mit Horaz beschäftigte. Besonders hat er sich auf dem Gebiet der Statistik als deren Förderer einen Namen gemacht. Eigenständige Werke hat er nicht verfasst. In den Fachjournalen seiner Zeit sind die zwei Abhandlungen lets over Pruissen voor en na den vrede van Tilsit (frei deutsch übersetzt: Etwas über die Preußen nach dem Frieden von Tilsit) im Vaterländischen Magazin von Wissenschaften, Kunst und Geschmack Bd. 5, S. 77–102 und Oostenrijk voor en na den vrede van Presburg (frei deutsch übersetzt: Österreich vor und nach dem Frieden von Pressburg) ebd. Bd. 5, S. 537–606 bekannt. Er war am 5. Juli 1809 korrespondierendes Mitglied des königlichen niederländischen  Instituts der Wissenschaften geworden. Nach der Wiederherstellung der Leidener Hochschule wurde er am 16. Oktober 1815 per königlichen Beschluss in seinem Amt bestätigt und 1819 aus seiner Professur emeritiert.

## Familie
Hageman war verheiratet mit Johanna Sibilla van Voss van Sinderen (* 14. Oktober 1758 in 's-Heerenberg, † 25. Februar 1838 in Rijswijk bei Den Haag), Tochter des Lic. jur. Luderus Daniel Georg (van) Voss (* 29. März 1729 in Duisburg, † 14. November 1802 in Sinderen) und der Maria Elisabeth van der Upwich (* 28. August in Emmerich, † 8. April 1810 in Emmerich). Aus dieser Ehe stammen die Kinder:
- Alida Elisabeth Maria Hageman (* 1. Oktober 1787 in Duisburg, † 12. Dezember 1863 in Alphen am Rhein)
- Georg Cornelis Hageman (* 20. Juli 1790 in Duisburg; † 20. August 1855 in Alphen am Rhein)
- Etienne Hageman (* 15. Januar 1792 in Duisburg, † 26. Juli 1860 in Zwolle)
- Heinrich Hageman (* 9. Dezember 1795 in Duisburg, † 9. Juni 1813 in Leiden)